# أرت تايلور (صحفي)
أرت تايلور (بالإنجليزية: Art Taylor)‏ هو ناقد أدبي وصحفي أمريكي، ولد في 1968 في ريتشلاندز في الولايات المتحدة.

## وصلات خارجية
- الموقع الرسمي